# Казахский камерный оркестр телевидения и радио
Казахский камерный оркестр телевидения и радио — камерный оркестр, созданный в 1964 (по другим данным, в 1965) году в Казахской ССР. Организатор и первый художественный руководитель (до 1976 года) — заслуженный артист КазССР У. Нусинов. С 1976 года главный дирижёр и художественный руководитель — заслуженный артист КазССР, член Союза композиторов Казахстана и СССР М. Б. Серкебаев. В оркестре работали более 20 мастеров искусств. В 1997 году расформирован (по другим данным, 1 марта 1998 г. реорганизован в ГККП «Концертный оркестр Акима г. Алматы»).
Коллектив оркестра выступал с концертами во многих городах РСФСР, Прибалтике, Центральной Азии, Польше, Венгрии, Болгарии, Турции, Англии. Солистами оркестра являются известные артисты: заслуженный деятель РК, заслуженная артистка Узбекистана Д. Баспакова, О. Татамиров и заслуженный деятель РК Ж. Серкебаева.